# Anomala subita
Anomala subita är en skalbaggsart som beskrevs av Carsten Zorn 2000. Anomala subita ingår i släktet Anomala och familjen Rutelidae. Inga underarter finns listade i Catalogue of Life.